# Elisabeth Grabowski

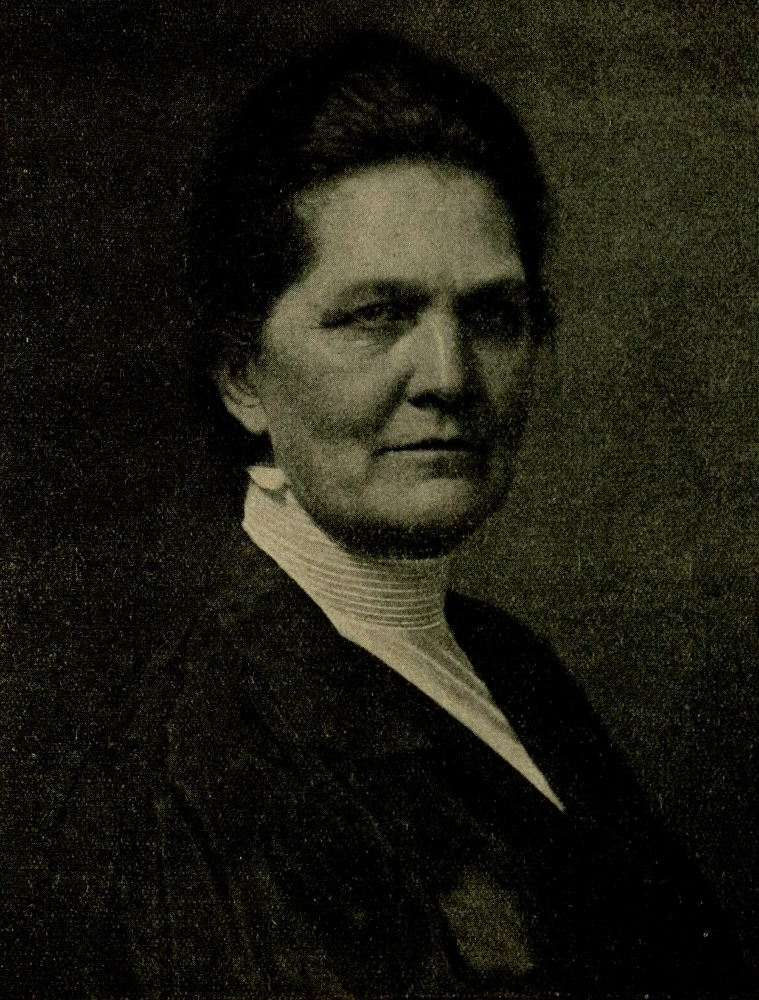
Elisabeth Grabowski

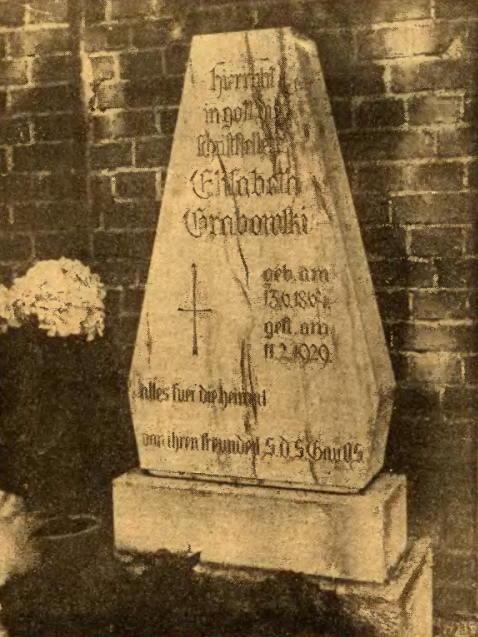
Grabstein von Elisabeth Grabowski um 1934

Elisabeth Grabowski (* 13. Juni 1864 in Ratibor, Oberschlesien; † 11. Februar 1929 in Oppeln) war eine deutsche Schriftstellerin und oberschlesische Heimatkundlerin. Sie schuf zahlreiche Werke über Oberschlesien und beteiligte sich mit ihren Beiträgen an verschiedenen oberschlesischen Monatsschriften und anderen regelmäßig erschienenen Zeitschriften. Als Sammlerin von Sagen, Märchen und Geschichtlein, die sie auch häufig der Jugend mündlich überlieferte, kam sie zu der Bezeichnung oberschlesische Märchentante.

## Leben
Elisabeth Grabowski wurde am 13. Juni 1864 im oberschlesischen Ratibor geboren. Sie hatte drei Schwestern. Ihre Schwester Gertrud Grabowski war ebenfalls Schriftstellerin und ihre Schwester Hedwig Grabowski war Malerin. Ihr Vater war Kaufmann, begann jedoch bei der Eisenbahn zu arbeiten, was dazu führte, dass Elisabeth Grabowski schon in jungen Jahren häufig den Wohnort wechselte. Er gab sein Geschäft auf und verkaufte das Haus. Sie verbrachten eine Zeit in Österreich und 13 Jahre im Oberschlesischen Industriegebiet und kehrten dann nach Ratibor zurück. Die Mutter verstarb früh. Nachdem ihr Vater aufgrund einer Typhusepidemie verstorben war, begann sie in Ungarn als Erzieherin zu arbeiten. Dort betreute sie einen Jungen vom sechsten bis zum zwölften Lebensjahr. Ihre schriftstellerische Laufbahn begann sie, nachdem sie 1896 nach Berlin gezogen ist. Dort konnte sie jedoch wegen verschiedenen Familienverhältnissen nicht ungehemmt arbeiten und musste ihre Arbeit häufig unterbrechen. 1907 veröffentlichte sie ihr erstes Buch Der weiße Adler. 1915 zog sie nach Oppeln und wurde in der Sternstraße (heute ul. Reymonta) sesshaft.
Grabowski verstarb am 11. Februar 1929 an einem Herzinfarkt. Sie blieb unverheiratet und kinderlos, ihr Verlobter verstarb bei einem Grubenunglück. Elisabeth Grabowski wurde am 14. Februar 1929 in Oppeln, ihrem letzten Wohnsitz, beigesetzt. Ihr Grab befindet sich auf dem Alten Friedhof an der ul. Wrocławska (ehem. Breslauer Straße). Der moderne Grabstein in Form eines unregelmäßigen Sechsecks, das sich nach oben verjüngte, wurde vom Schutzverband Deutscher Schriftsteller - Gau Oberschlesien gestiftet und hatte die Inschrift „hier ruht in gott die schriftstellerin Elisabeth Grabowski / † / geb. am 13.6.1864 gest. am 11.2.1929 / alles für die heimat / von ihren freunden S.d.S. Gau OS.“. Der Grabstein ist heute nicht mehr vorhanden.
Aus dem Nachlass von Elisabeth Grabowski veröffentlichte ihre Schwester Hedwig das Buch Die Volkstrachten in Oberschlesien.

## Werke
- Der weiße Adler, 1909.
- Haldenkinder, Phönix-Verlag, Berlin, 1912.
- Im Erlengrund, Priebatsch, Breslau, 1913.
- Land und Leute in Oberschlesien, Priebatsch, Breslau, 1913.
- Ich hab' mein Eisen geschmiedet, Goerlich, Breslau, 1916.
- Was mir die schwarze Kar'lin erzählte, Priebatsch, Breslau, 1918.
- Sagen und Märchen aus Oberschlesien, Priebatschs Verl., Breslau, 1922.
- Der neue Herr, O. Meister, Werdau i. Sa., 1924.
- Kreuze am Wege, Priebatsch's Buchh., Breslau, 1926.
- Wanderungen durch Oberschlesiens Städte, H. Willinsky, Oppeln, 1927.
- Goldene Zeit, F. Goerlich, Breslau, 1927.
- Verschlungene Pfade, Enßlin & Laiblin, Reutlingen, 1928.
- Karolas Leid und Liebe, Verl. „Schütze Dich“, Dresden, um 1930.
- Liebeszauber, O. Meister, Werdau i. Sa., 1930.
- Sagen und Märchen aus Oberschlesien, Priebatsch, Breslau, 1932.
- Die Volkstrachten in Oberschlesien, Priebatsch's Buchh., Breslau, 1935.

### Mitwirkung
- Der Bannwald / 1. Erzählungen von Bruno Arndt, Heinrich Dominik, Rudolf Fitzek, Elisabeth Grabowski, Alfons Haydut, Willibald Köhler, Robert Kurpiun, 1924.